# Gene targeting

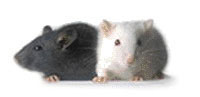
Dos ratones knockout

Se define gene targeting (del inglés, 'apuntar a un gen') como una técnica que se sirve de la recombinación homóloga para modificar un gen. Esta metodología, puesta a punto por el biólogo ítalo-estadounidense Mario Capecchi (premio Nobel de medicina en 2007, junto a sus colegas Martin Evans y Oliver Smithies), permite cancelar el gen e introducir mutaciones. 
La selección de genes puede ser permanente o condicional. Las condiciones pueden ser un momento específico durante el desarrollo / la vida del organismo o la limitación a un tejido específico, por ejemplo. El gene targeting requiere la creación de un vector específico para cada gen de interés. Se trata en todo caso de una metodología muy versátil, puesto que puede utilizarse para casi cualquier tipo de gen, independientemente de la expresión del gen.
El gene targeting permite estudiar un gen, analizando en vivo cualquier evento biológico que se desarrolla en caso de ausencia  o mutación del gen mismo. La aplicación de esta técnica ha tenido y continua teniendo un gran éxito en diversos campos de la investigación biomédica.

## Métodos

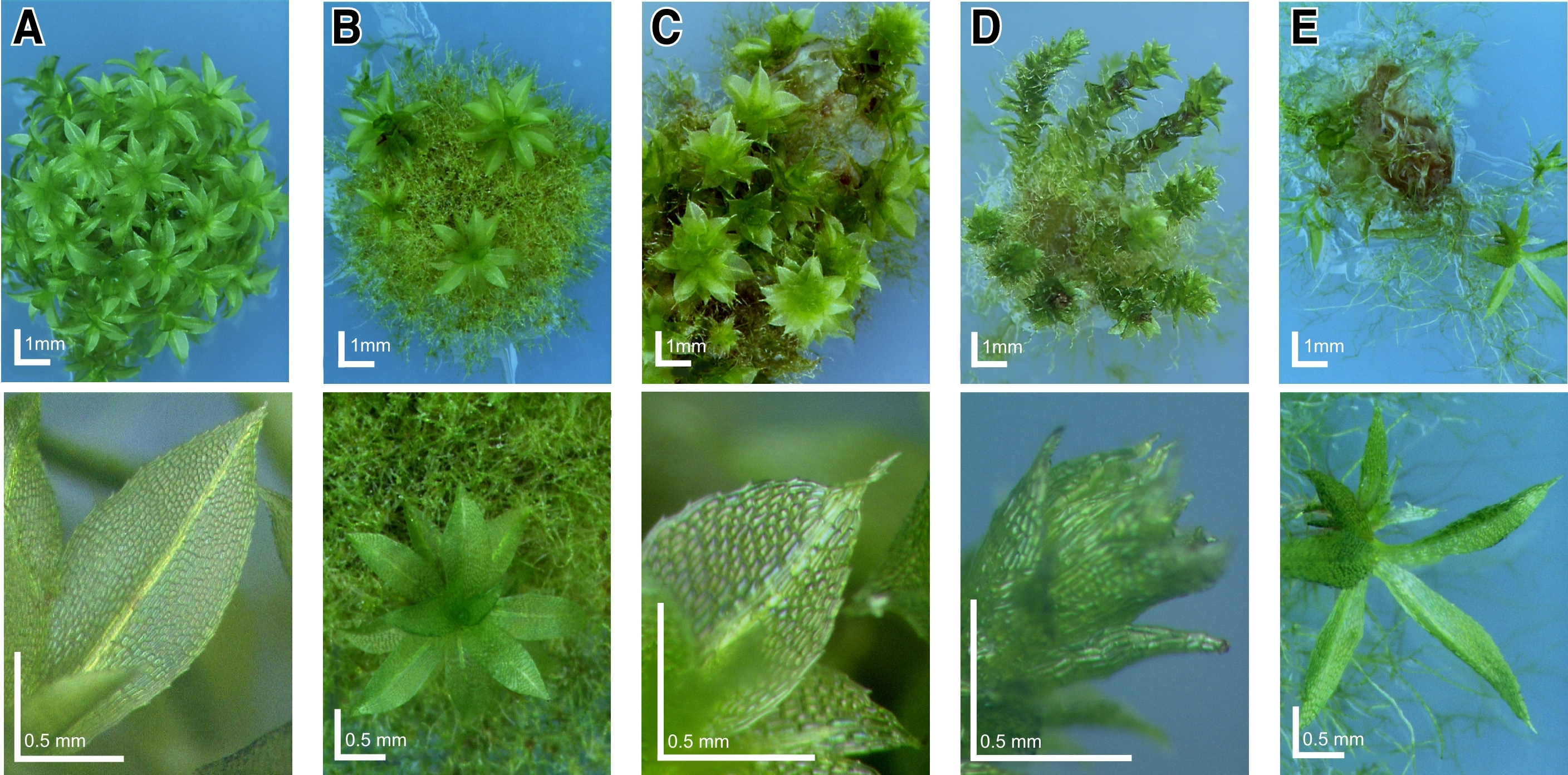
Physcomitrella de tipo salvaje y musgos knock-out: Desviación de fenotipos inducidos en transformantes de bibliotecas de alteración de genes. Se cultivaron plantas transformadas y de tipo salvaje de Physcomitrella en medio Knop mínimo para inducir la diferenciación y el desarrollo de gametóforos. Para cada planta, se muestra una descripción general (fila superior, la barra de escala corresponde a 1 mm) y un primer plano (fila inferior, la barra de escala equivale a 0,5 mm). A, Planta de musgo de tipo salvaje haploide completamente cubierta con gametóforos frondosos y primer plano de una hoja de tipo salvaje. B-D, Diferentes mutantes.

El método para la realización de un gene targeting varían según el organismo utilizado. El gene targeting sobre el Mus musculus (el ratón común), por ejemplo, sigue generalmente el siguiente pasaje:
1. realización a partir de bacterias de una construcción de ADN intermediario que contiene típicamente parte del gen objetivo, un gen de reporte y un marcador de selección;
2. inserción de esta construcción en el interior de células estaminales embrionarias del ratón en cultivo;
3. selección de las células que presentan una inserción correcta, y su  inyección en el interior de los tejidos de un embrión de ratón;
4. nacimiento del ratón quimera, con contenido genético modificado, y selección de los animales genéticamente modificados.

Para crear un organismo dirigido por un gen, se debe introducir ADN en sus células. Este ADN debe contener todas las partes necesarias para completar la selección de genes. Como mínimo, esta es la plantilla de reparación de homología, que contiene la edición deseada flanqueada por regiones de ADN homólogas (idénticas en secuencia a) la región objetivo (estas regiones homólogas se denominan "brazos de homología"). A menudo, también se requiere un gen reportero y/o un marcador seleccionable (dominante) para ayudar a identificar y seleccionar las células (o "eventos") donde realmente se ha producido GT. También es una práctica común aumentar las tasas de GT provocando una rotura de doble cadena (DSB) en la región de ADN objetivo. Por lo tanto, los genes que codifican la nucleasa específica de sitio de interés también pueden transformarse junto con la plantilla de reparación. Estos elementos genéticos necesarios para GT pueden ensamblarse mediante clonación molecular convencional en bacterias.
Para "apuntar" a los genes en el musgo, el ADN se incuba junto con protoplastos recién aislados y con polietilenglicol. Dado que los musgos son organismos haploides, los filamentos de musgo (protonema) pueden examinarse directamente para detectar el objetivo, ya sea mediante el tratamiento con antibióticos o con PCR. Único entre las plantas, este procedimiento de genética inversa es tan eficiente como en la levadura. La selección de genes se ha aplicado con éxito en bovinos, ovinos, porcinos y varios hongos.
Los métodos de "apuntar" a genes se establecen para varios organismos modelo y pueden variar según la especie utilizada. Para "apuntar" a genes en ratones, el ADN se inserta en células madre embrionarias de ratón en cultivo. Las células con la inserción pueden contribuir al tejido de un ratón a través de la inyección de embriones. Finalmente, se crían ratones quiméricos en los que las células modificadas forman los órganos reproductivos. Después de este paso, todo el cuerpo del ratón se basa en la célula madre embrionaria seleccionada.
La frecuencia de selección de genes puede mejorarse significativamente mediante el uso de endonucleasas diseñadas, como las nucleasas con dedos de zinc, endonucleasas dirigidas diseñadas, y nucleasas basadas en efectores TAL diseñados. Este método se ha aplicado a especies como Drosophila melanogaster, tabaco, maíz, células humanas, ratones y ratas.

## Comparación con otras formas de ingeniería genética

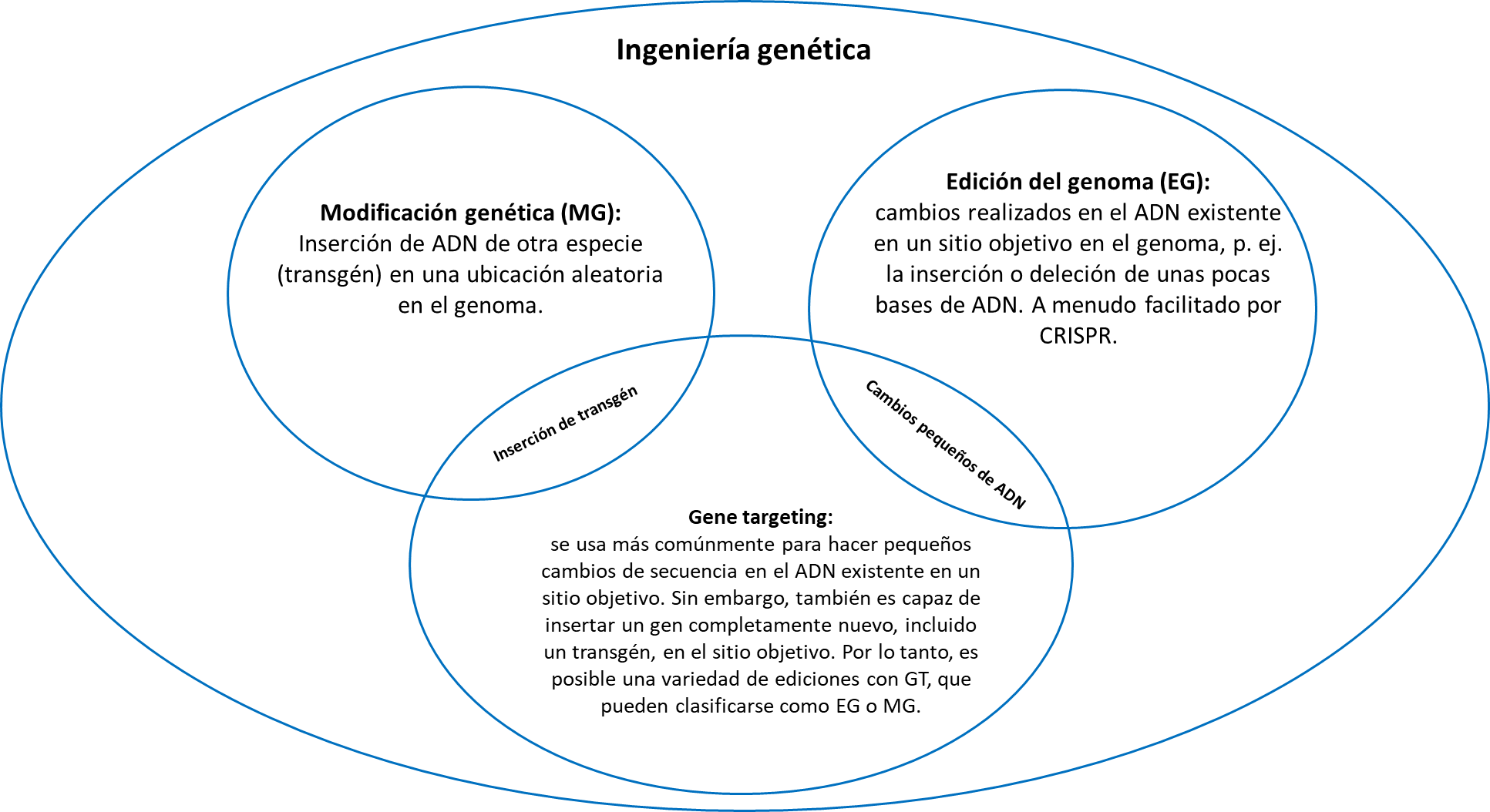
Un diagrama de Venn para mostrar la relación entre tres tipos de 'ingeniería genética'; Modificación genética, direccionamiento de genes y edición del genoma.

La relación entre la selección de genes, la edición de genes y la modificación genética se describe en el siguiente diagrama de Venn. Se muestra cómo la "ingeniería genética" abarca las tres de estas técnicas. La edición del genoma se caracteriza por realizar pequeñas ediciones en el genoma en una ubicación específica, a menudo después del corte de la región de ADN objetivo por una nucleasa específica del sitio como CRISPR. La modificación genética generalmente describe la inserción de un transgén (ADN extraño, es decir, un gen de otra especie) en una ubicación aleatoria dentro del genoma. La orientación genética es una herramienta biotecnológica específica que puede conducir a pequeños cambios en el genoma en un sitio específico, en cuyo caso las ediciones causadas por la orientación genética contarían como edición del genoma. Sin embargo, la selección de genes también es capaz de insertar genes completos (como transgenes) en el sitio de destino si el transgén se incorpora a la plantilla de reparación de homología que se usa durante la selección de genes. En tales casos, las ediciones causadas por la orientación genética se considerarían, en algunas jurisdicciones, como equivalentes a la modificación genética ya que se ha producido la inserción de ADN extraño.
La selección de genes es una forma específica de herramienta de edición del genoma. Otras herramientas de edición del genoma incluyen la mutagénesis dirigida, la edición básica y la edición de calidad, todas las cuales crean ediciones en el ADN endógeno (ADN ya presente en el organismo) en una ubicación genómica específica. Esta naturaleza específica de sitio o "dirigida" de la edición del genoma es típicamente lo que hace que la edición del genoma sea diferente a la "modificación genética" tradicional que inserta un transgén en una ubicación no específica en el genoma de los organismos, así como la edición de genes haciendo pequeñas ediciones del ADN ya presente en los organismos, frente a la inserción de modificación genética de ADN "extraño" de otra especie.
Debido a que la edición de genes produce cambios más pequeños en el ADN endógeno, muchas mutaciones creadas a través de la edición del genoma podrían ocurrir en teoría a través de la mutagénesis natural o, en el contexto de las plantas, a través del mejoramiento por mutación que es parte de la reproducción convencional (en contraste, la inserción de un transgén en crear un Organismo Genéticamente Modificado (OGM) no podría ocurrir naturalmente). Sin embargo, hay excepciones a esta regla general; como se explica en la introducción, GT puede introducir una variedad de tamaños posibles de ediciones en el ADN; desde ediciones muy pequeñas, como cambiar, insertar o eliminar 1 par de bases, hasta insertar secuencias de ADN mucho más largas, que en teoría podrían incluir la inserción de un transgén completo. Sin embargo, en la práctica, GT se usa más comúnmente para insertar secuencias más pequeñas. La gama de ediciones posibles a través de GT puede dificultar la regulación (ver Regulación).
Las dos formas más establecidas de edición de genes son la gene targeting y la mutagénesis dirigida. Mientras que la selección de genes se basa en la vía de reparación del ADN de reparación dirigida por homología (HDR) (también llamada recombinación homóloga, HR), la mutagénesis dirigida utiliza la unión de extremos  no homólogos (NHEJ, por sus siglas en inglés) de ADN roto. NHEJ es una vía de reparación de ADN propensa a errores, lo que significa que cuando repara el ADN roto puede insertar o eliminar bases de ADN, creando inserciones o eliminaciones (indels). El usuario no puede especificar cuáles serán estas indeles aleatorias, por lo tanto, no puede controlar exactamente qué ediciones se realizan en el sitio de destino. Sin embargo, pueden controlar dónde ocurrirán estas ediciones (es decir, dictar el sitio de destino) mediante el uso de una nucleasa específica del sitio (anteriormente nucleasas de dedo de zinc y TALEN, ahora comúnmente CRISPR) para romper el ADN en el sitio de destino. En la siguiente figura se muestra un resumen de la selección de genes a través de HDR (también llamada recombinación homóloga) y la mutagénesis dirigida a través de NHEJ.

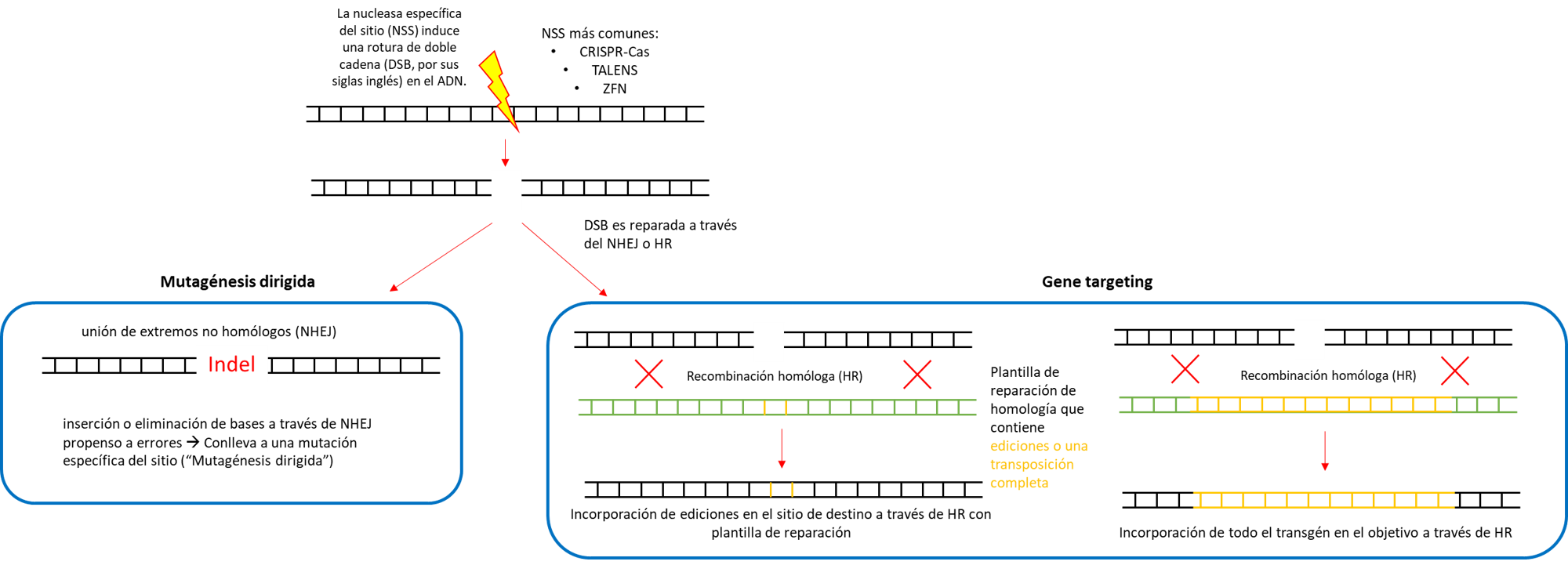
Posibles resultados de la reparación del ADN después del corte por CRISPR, lo que lleva a la edición de genes. Ambas cadenas de ADN son cortadas por CRISPR-Cas (u otra nucleasa específica del sitio) para crear una ruptura de doble cadena (DSB). Luego, el DSB se repara a través de dos vías de reparación de ADN alternativas (NHEJ o HR) para provocar mutaciones aleatorias en el sitio de corte ("mutagénesis dirigida") o mutaciones específicas si se proporciona una plantilla de reparación que contiene esas ediciones específicas ("dirigida a genes").

Las técnicas de edición de genes desarrolladas más recientemente de edición de calidad y edición básica, basadas en métodos CRISPR-Cas, son alternativas a la selección de genes, que también pueden crear ediciones definidas por el usuario en ubicaciones genómicas específicas. Sin embargo, cada uno está limitado en la longitud de inserción posible de la secuencia de ADN; la edición básica se limita a conversiones de un solo par de bases, mientras que la edición principal solo puede insertar secuencias de hasta ~44 pb. Por lo tanto, GT sigue siendo el método principal de inserción dirigida (específica de la ubicación) de secuencias largas de ADN para la ingeniería genómica.

## Comparación con la captura de genes
La captura de genes se basa en la inserción aleatoria de un cassette, mientras que la selección de genes manipula un gen específico. Los cassettes se pueden usar para muchas cosas diferentes, mientras que las regiones de homología flanqueantes de los cassettes dirigidos a genes deben adaptarse para cada gen. Esto hace que la captura de genes sea más fácil de manejar para proyectos a gran escala que la focalización. Por otro lado, la selección de genes puede usarse para genes con transcripciones bajas que pasarían desapercibidos en una pantalla trampa. La probabilidad de captura aumenta con el tamaño del intrón, mientras que para la selección de genes, los genes pequeños se alteran con la misma facilidad.

## Aplicaciones
El gene targeting se ha utilizado ampliamente para estudiar enfermedades genéticas humanas mediante la eliminación ("bloqueo de genes") o la adición ("inclusión") de mutaciones específicas de interés. Anteriormente utilizados para diseñar modelos de células de rata, los avances en tecnologías de selección de genes permiten una nueva ola de modelos de enfermedades humanas isogénicas. Estos modelos son los modelos in vitro más precisos disponibles para los investigadores y facilitan el desarrollo de fármacos y diagnósticos personalizados, especialmente en oncología.

### Aplicaciones en la ingeniería del genoma vegetal
El "apunte" de genes (GT, por sus siglas en inglés), o la reparación dirigida por homología (HDR), se usa de forma rutinaria en la ingeniería del genoma vegetal para insertar secuencias específicas. La selección de genes se desarrolló en ratones en la década de 1980 con el primer ejemplo publicado de GT en plantas también en la década de 1980. Sin embargo, los "apuntes" de genes en las plantas es más desafiante que en los mamíferos debido a las bajas tasas de recombinación homóloga o reparación dirigida por homología en las plantas superiores y la baja tasa de transformación (captación de ADN) de muchas especies de plantas. Sin embargo, ha habido mucho esfuerzo para aumentar las frecuencias de "apunte" de genes en las plantas en las últimas décadas, ya que es muy útil poder introducir secuencias específicas en el genoma de la planta para la ingeniería del genoma de la planta. La mejora más significativa en las frecuencias de selección de genes fue la inducción de rupturas de doble cadena a través de nucleasas específicas del sitio como CRISPR, como se describe anteriormente. Otras estrategias incluyen la focalización de genes en la planta, mediante la cual la plantilla de reparación de homología se incrusta dentro del genoma de la planta y luego se libera mediante el corte CRISPR; regulación al alza de genes implicados en la ruta de recombinación homóloga; regulación a la baja de la vía competidora de unión final no homóloga; aumento del número de copias de la plantilla de reparación homóloga; y diseñar variantes de Cas para optimizarlas para el cultivo de tejidos vegetales.
Las plantas a las que se ha dirigido el gen incluyen Arabidopsis thaliana (la planta modelo más utilizada), arroz, tomate, maíz, tabaco y trigo.

## Regulación de organismos dirigidos por genes
Como se explicó anteriormente, gene targeting es técnicamente capaz de crear una variedad de tamaños de cambios genéticos; desde mutaciones de un solo par de bases hasta la inserción de secuencias más largas, incluidos potencialmente transgenes. Esto significa que los productos de la selección de genes pueden ser indistinguibles de la mutación natural, o pueden ser equivalentes a los OMG debido a la inserción de un transgén (consulte el diagrama de Venn anterior). Por lo tanto, regular los productos de gene targeting puede ser un desafío y diferentes países han adoptado diferentes enfoques o están revisando cómo hacerlo como parte de revisiones regulatorias más amplias de los productos de edición de genes. Las clasificaciones ampliamente adoptadas dividen los organismos editados genéticamente en tres clases de "SDN1-3", en referencia a las nucleasas dirigidas al sitio (como CRISPR-Cas) que se utilizan para generar organismos editados genéticamente. Estas clasificaciones de SDN pueden guiar las regulaciones nacionales en cuanto a qué clase de SDN considerarán como "OGM" y, por lo tanto, cuáles están sujetas a regulaciones potencialmente estrictas.
- SDN1 = organismos creados mediante unión final no homóloga de una ruptura catalizada por SDN en el ADN. Por lo tanto, se han producido mutaciones aleatorias a través del NHEJ propenso a errores, y no se ha utilizado una plantilla de reparación (por lo tanto, no es gene targeting). A menudo sujeto a una supervisión regulatoria menos estricta debido a la falta de uso de una plantilla de reparación de ADN y de equivalencia con las técnicas de mejoramiento convencionales (en el caso del mejoramiento de plantas).
- SDN2 = se han introducido una o varias mutaciones específicas en el gen objetivo en el sitio de corte de SDN mediante el uso de una plantilla de reparación de homología (por lo tanto, esto es gene targeting).
- SDN3 = se han insertado secuencias más largas en el sitio de corte, mediante recombinación homóloga (es decir, orientación genética) o a través de NHEJ.[41] Las "secuencias más largas" normalmente se refieren a elementos genéticos completos, como promotores o regiones codificantes de proteínas. Estos a menudo se consideran transgénicos y, por lo tanto, a menudo se clasifican como OMG.[42]

Históricamente, la Unión Europea (UE) se ha opuesto ampliamente a la tecnología de modificación genética, por motivos de su principio de precaución. En 2018, el Tribunal de Justicia de las Comunidades Europeas (TJCE) dictaminó que los cultivos modificados genéticamente (incluidos los cultivos dirigidos genéticamente) deben considerarse modificados genéticamente y, por lo tanto, están sujetos a la Directiva OMG, que impone importantes cargas reglamentarias sobre el uso de OMG. Sin embargo, esta decisión fue recibida negativamente por la comunidad científica europea. En 2021, la Comisión Europea consideró que la legislación actual de la UE que rige las técnicas de modificación genética y edición de genes (o NGT, nuevas técnicas genómicas) "no era adecuada para su propósito" y necesitaba adaptarse para reflejar el progreso científico y tecnológico. En julio de 2023, la Comisión Europea publicó una propuesta para cambiar las reglas de ciertos productos de edición de genes para reducir los requisitos reglamentarios para los organismos desarrollados con edición de genes que contenían cambios genéticos que podrían haber ocurrido de forma natural.